# KLA Corporation
KLA Corporation (ehemals KLA-Tencor) ist ein weltweites Unternehmen aus den Vereinigten Staaten, das Geräte zur Waferinspektion und Halbleiter-Produktionsüberwachung herstellt. Der Hauptsitz des Unternehmens befindet sich in Milpitas, Kalifornien. Das Unternehmen ist börsennotiert im amerikanischen NASDAQ unter dem Kürzel KLAC.
Die von der KLA Corporation hergestellten Geräte messen beispielsweise Waferkrümmung, Waferrauheit, Oberflächendefekte, den Overlay-Versatz oder Eigenschaften von dünnen Filmen, die auf den Wafern aufgebracht wurden (z. B. Dicke und Brechungsindex). Entwicklung und Produktion finden statt in Milpitas und den Niederlassungen in Deutschland (Weilburg), Singapur, Israel, Hongkong und China (Shanghai und Shenzhen).
Zu den größten Kunden gehören die Halbleiterhersteller TSMC, Samsung, Intel und Micron Technology.

## Geschichte
Im April 1997 fusionierten die beiden Unternehmen KLA Instruments Corporation (gegründet 1975 in San Jose) und Tencor Instruments (gegründet 1976 in Mountain View) und bildeten die KLA-Tencor. Beide Unternehmen stellten Geräte zur Optimierung der Halbleiterproduktion her: KLA Instruments produzierte Maschinen zur automatischen Prüfung von Photomasken, während Tencor Instruments Maschinen zur Verbesserung der Ausbeute in der Produktion herstellte. Zusammengenommen hatten die Unternehmen zum Zeitpunkt der Fusion einen Umsatz von mehr als 1 Mrd. US$.
1998 wurde das Freiburger Unternehmen Nanopro GmbH übernommen. Nanopro war spezialisiert auf Geräte zur interferometrischen Messung der Wafer-Dicke und -Form.
Ein im Jahr 2015 abgegebenes Übernahmeangebot durch den Konkurrenten Lam Research wurde ein Jahr später wegen wettbewerbsrechtlicher Bedenken des Justizministeriums der Vereinigten Staaten zurückgezogen.
Im Juli 2019 benannte sich das Unternehmen um in KLA Corporation.